# Баранов, Василий Николаевич
Василий Николаевич Баранов (15 января 1922 — 11 сентября 1977) — Герой Социалистического Труда.

## Биография

### Трудовой подвиг
Василий Николаевич Баранов работал шофёром Баяндаевского леспромхоза комбината «Тайшетлес» и работал на лесозаготовках в Чунском районе. За выдающиеся успехи в труде и перевыполнение плана лесозаготовок Василию Николаевичу было присвоено почётное звание Героя Социалистического Труда. В связи со своими трудовыми успехами, а также доверием товарищей по работе и жителей Чунского района в 1967 году Баранов был избран депутатом Верховного Совета РСФСР от района.
Василия Баранова можно видеть в 183 выпуске журнала «Фитиль».

### Семья
Жена — Мария Петровна Баранова (5.5.1927 — 3.8.2014); дети:
- Людмила (р. 6.7.1950; в замужестве Паршутина),
- Татьяна (р. 13.1.1952),
- Виктор (р. март 1954 — пропал без вести).

## Награды
- Медаль Серп и Молот